# ورخنیایا تویما (استان آرخانگلسک)
ورخنیایا تویما (به لاتین: Verkhnyaya Toyma) یک منطقهٔ مسکونی در روسیه است که در استان آرخانگلسک واقع شده‌است.